# TuS Löhnberg
Der Turn- und Sportverein 1909 Löhnberg e. V. ist ein deutscher Sportverein mit Sitz in der hessischen Gemeinde Löhnberg im Landkreis Limburg-Weilburg.

## Geschichte

### Gründung bis Nachkriegszeit
Der Verein wurde im Jahr 1909 gegründet. In der Saison 1946/47 nahm die erste Fußball-Mannschaft des Vereins an der zu dieser Zeit zweitklassigen Landesliga Hessen teil. In der Gruppe Marburg gelang mit 33:11 Punkten auch sogleich der Staffelsieg. In der anschließenden Aufstiegsrunde zur Oberliga Süd, reichte es mit 3:13 Punkten jedoch nur für den fünften und damit letzten Platz. Zur nächsten Spielzeit wurde die Liga eingleisig, mit 8:44 Punkten stieg die Mannschaft jedoch als letzter am Ende der Saison in die Bezirksklasse ab.
Bei den deutschen Leichtathletik-Meisterschaften 1963 gelang es dem für den TuS startenden Rolf Reebs im Fünfkampf den vierten Platz zu erreichen.

### Aufstieg bis in die Gruppenliga und Rückzug
In der Saison 2003/04 spielte die erste Fußball-Mannschaft des TuS in der Kreisliga B Limburg-Weilburg. Am Ende der Saison 2005/06 gelang es dann über den dritten Platz mit 83 Punkten in die Kreisliga A aufzusteigen. Mit der Zeit kämpfte sich der Verein in der Tabelle immer weiter nach oben und so kam es, dass am Ende der Spielzeit 2008/09 mit 63 Punkten über den dritten Platz die Teilnahme an der Aufstiegsrelegation zur Kreisoberliga ermöglicht wurde. Nach einem 3:1-Sieg über die SG Selters im Hinspiel, reichte dann auch eine 2:3-Niederlage im Rückspiel, um den Aufstieg erfolgreich angehen zu können.
Erneut arbeitete sich die Mannschaft nach und nach an die oberen Positionen und konnte nach der Saison 2011/12 mit 64 Punkten auf dem zweiten Platz ein weiteres Mal an einer Aufstiegsrelegation teilnehmen. Diesmal ging es gegen den FC Bierstadt und den SV Frauenstein. Mit einem Sieg in Frauenstein und einem Unentschieden zu Hause gegen Bierstadt kam die Mannschaft am Ende auf vier Punkte und durfte somit hoch in die Gruppenliga.Wiesbaden. Hier lief es aber dann nicht mehr so gut und mit lediglich 20 Punkten stand am Ende der Spielzeit über den letzten Platz der direkte Wiederabstieg an. Hier konnte der Verein sich zwar erst einmal halten, nach der Saison 2014/15 wurde die Mannschaft (wie auch die zweite Mannschaft) jedoch aus dem Spielbetrieb zurückgezogen.

### Heutige Zeit
Nachdem es eine Saison nur noch Jugend-Mannschaften gab, nahm ab der Spielzeit 2016/17 wieder eine erste Mannschaft am Spielbetrieb der Kreisliga C teil. Aus dieser stieg die Mannschaft mit 66 Punkten über den dritten Platz auch gleich in die Kreisliga B auf. Hier spielt der Verein auch noch bis heute.